# Conus papalis
Conus papalis é uma espécie de gastrópode do gênero Conus, pertencente a família Conidae.